# Turbutt Wright
Turbutt Wright (* 5. Februar 1741 im Queen Anne’s County, Provinz Maryland; † 1783 ebenda) war ein US-amerikanischer Politiker. Im Jahr 1783 war er Delegierter für Maryland im Kontinentalkongress.

## Werdegang
Turbutt Wright war ein Cousin von Robert Wright (1752–1826), der unter anderem Gouverneur von Maryland war und der diesen Staaten in beiden Kammern des Kongresses vertrat. Er wurde auf der Plantage White Marsh geboren, die seinem Vater gehörte und die er später erbte. Er hat den größten Teil seines Lebens auf dieser Plantage verbracht. In den 1770er Jahren schloss er sich der Revolutionsbewegung an. In den Jahren 1773 und 1774 saß er im noch kolonialen Parlament von Maryland. Im Juli 1775 wurde er Mitglied der Association of Freemen of Maryland. Ein Jahr später gehörte er dem verfassungsgebenden Konvent seines Staates an. 1777 war er für kurze Zeit auch Mitglied des dortigen Sicherheitsausschusses. Dann war er bis 1779 Richter im Queen Anne’s County. Danach fungierte er dort bis 1780 als Notar bzw. Testamentsvollstrecker (Register of Wills). Von 1781 bis 1782 saß er im Abgeordnetenhaus von Maryland, wo er für kurze Zeit als Speaker amtierte, und 1782 vertrat er seinen Staat im Kontinentalkongress. Turbutt Wright starb im Jahr 1783 auf seiner Plantage White Marsh.